# 林糊
林糊（1894年9月21日—1973年8月3日），字復生，號鐵骨生，臺灣彰化縣馬芝堡三汴頭（今彰化縣福興鄉三汴村、萬豐村一帶）人，醫生，在臺灣日治時期積極參與社會運動，後從政，二二八事件爆發時被捕，最終得以獲釋。

## 生平
林糊光緒二十年八月三日（1894年9月21日）出生，為林國歸四男:446。原就讀於埔姜崙公學校:736:93，1912年考進臺灣總督府醫學校:93，1916年畢業後在嘉義病院（今嘉義醫院）做實地研究，1917年於溪湖（今溪湖鎮）成立長春醫院:446。當時罹患重大傳染病者之房屋必須使用草繩圍起，以便隔離，但此舉使溪湖居民大為不滿，其遂將家屋賣予溪湖花家:93，1921年赴員林開業:446。後前往臺北醫學專門學校學習:93，1930年通過臺灣醫學得業士認定試驗，1931年畢業。
1920年因抗議日本警察遭逮捕，被拘留20餘日:736:93，後參加臺灣議會設置請願運動:93。1924年臺北師範學校（今國立臺北教育大學）爆發罷課，獲推選為父兄代表向臺灣總督府交涉，又加入臺灣文化協會:93，任中央委員、員林支部常任委員:446，遭逢青果社事件再度入獄:93，文化協會分裂後加入臺灣民眾黨:93。1935為員林街協議會員，隔年出任員林信用組合監察役（監事）:93。
文學方面，為當地詩社社員，亦曾參與臺灣文藝聯盟，有「新舊文學輪轉手」之稱:43。
戰後1945年11月25日擔任員林郡守，及後又兼臺中縣參議員、三民主義青年團員林負責人。1947年二二八事件爆發，林糊任員林區長:53兼臺中地區時局處理委員會執行委員，根據《二二八事件文獻輯錄》及《台灣史論叢：戰後政治篇：中華民國在台灣的發展》所述，其與臺灣省立員林農業職業學校（今國立員林高級農工職業學校）校長呂英:120商洽高年級學生維持地方治安:53，並在3月2日中午於新生旅社召集居民，開秘密會議，當晚員林民眾在青年戲院召開市民大會，林糊等人呼籲青年參與臺中、彰化之抗議行動:90，遂被指控發表不利政府之言論，為「陰謀叛亂暴動主要份子」，因而被逮捕，當林糊被憲兵押至臺中火車站準備移送至臺北時，他偷塞給媳婦一張紙，上寫：「眼看河水已成東，一船西去一船東，遠近高低各不同。寄語順風船上客，明朝未必是東風。」留詩代替遺言:94。
為營救林糊，其家人變賣大筆地產，後在友人力保下得以全身而退:94，1947年獲中華民國行政院頒「志慮忠貞」木匾:94。1953年任員林鎮衛生所主任兼醫師、彰化縣醫師公會理事、常務監事，在臺灣光復二十周年紀念大會受臺灣省主席黃杰贈抗日功勳獎狀。1973年8月3日病逝。